# 奧拉德祖瓦伊
35°50′10″N 6°30′24″E / 35.83611°N 6.50667°E
奧拉德祖瓦伊（阿拉伯语：‎），是阿爾及利亞的城鎮，位於該國東北部烏姆布瓦吉省，由蘇格納曼區負責管轄，面積139平方公里，2008年人口4,998，人口密度每平方公里36人。